# 雲水君
雲水君（うんすいくん、ウンスグン、운수군）は、李氏朝鮮中期の宗親（王族）。諱は李孝誠、諡号は襄胡。本貫は全州李氏。徳泉君李厚生の三男。祖父は定宗。母は長川府院君李従茂の娘。
宗親の中では聡明で、特に弓の名手として高名があり、李施愛の乱や中宗反正に加担して靖国二等功臣となっている。

## 生涯

### 世祖期
1445年出生した。父は定宗の子の徳泉君李厚生で、母は長水李氏で長川府院君李従茂の娘。幼少期から聡明で、経史と兵書に通じ、武術も優れていた。清風金氏金胤曽の娘を正室の郡夫人に迎えた。
1462年当時に雲水副令に封爵しており、1465年9月7日世祖が温陽に行幸する際に随行し、1467年7月17日雲水副守に陞爵され、宣伝官となっており、7月30日世祖に召され、兵要の講義に参列した。9月11日慕華館前の山頂にて、李施愛の乱鎮圧の為に控弦衛将に任じられ、355人の兵を付与され、9月19日更に1000人の兵を付与され、平安道に赴いて1人につき15日分の食料・衣服・綿布を兵に与えた。1468年1月4日女真族討伐の軍功により、雲水都正に陞爵し、敵愾三等功臣となり、奴婢を6人下賜された。2月20日当時に雲水君に陞爵されており、世祖が温陽に行幸する際に、衛将として随行した。3月4日に行幸の際の衛将の業務を怠ったとして、官職をそのまま維持しながら官位を一品下げられた。5月22日と6月25日に序賢亭の宴席において世祖から弓を射るように命じられて射る。

### 成宗期
1469年5月26日武芸試験にて、宗親では弓の名手として参加した。5月28日官位が一品昇格した。11月4日雲水君が講義を担当し、経書・史書・武経などで進行した。1475年7月3日昌徳宮後苑にて成宗が宗親を含め108人と引見し、皆に虎皮を一張ずつ下賜したが、雲水君には講書がよいとし、鹿皮を一張更に下賜した。12月29日成宗が慕華館に行幸し、宗親16名と武臣36名に弓を射るように命じ、その中で雲水君が優秀であったため、毛毬一張を下賜した。1476年4月3日成宗の孝寧大君宅への行幸に随行した。1478年9月2日子馬一匹を下賜された。1479年9月19日官位が一品昇格した。1482年8月4日定宗の孫として、定宗に廟号を追尊すべきとの上疏を啓上しているが、太宗と世宗が廟号を追尊しないのには深い考慮があるとして、成宗は許可しなかった。1484年7月24日宗親と廷臣の婚姻を妨げる法律を撤廃すべきと啓上したが、許されなかった。1489年3月17日が検証に招かれ鞠問された。1492年5月20日当時司饔院提調となっている。1502年7月22日官位が一品昇格した。

### 中宗期
1502年10月2日訓錬院に赴いて中宗反正に加担し、10月8日靖国二等功臣となる。1513年9月8日経筵にて司憲府執義金協・司諫院正言金磧は、雲水君が息子の葬儀のために帰郷したのは慣習に背く事で、前例となってはいけないと啓上しているが、保留された。1514年10月16日子鹿が獲れなくなったため、他の品を代用するように中宗に進言した。1515年1月5日子鹿が貴重だと進言し、黄海道を除く7道での子鹿の進呈を免除するようにした。1518年5月19日に雲水君は卒去した。中宗は市場を停止させるよう命じた

## 家系
| 続柄 | 続柄 | 続柄 | 続柄 | 続柄   | 諱             | 爵位 | 存命期間        | 備考                   |
| ---- | ---- | ---- | ---- | ------ | -------------- | ---- | --------------- | ---------------------- |
| 祖父 | 祖父 | 祖父 | 祖父 | 祖父   | 定宗           | 上王 | 1357年 - 1419年 | 璿源となる             |
| 祖母 | 祖母 | 祖母 | 祖母 | 祖母   | 誠嬪池氏       |      | 不明            |                        |
| 父   | 父   | 父   | 父   | 父     | 徳泉君         |      | 1442年 - 1483年 | 全州李氏徳泉君派の始祖 |
| 母   | 母   | 母   | 母   | 母     | 長水李氏       |      | 不明            | 長川府院君李従茂の娘   |
| 正室 | 正室 | 正室 | 正室 | 正室   | 郡夫人清風金氏 |      | 不明            | 金胤曽の娘             |
|      | 一子 | 一子 | 一子 | 一子   | 鼻城守         |      | 不明            |                        |
| 二子 | 二子 | 二子 | 二子 | 益和守 |                | 不明 |                 |                        |
| 三子 | 三子 | 三子 | 三子 | 三山守 |                | 不明 |                 |                        |
| 四子 | 四子 | 四子 | 四子 | 永山守 |                | 不明 |                 |                        |
| 五子 | 五子 | 五子 | 五子 | 青山令 |                | 不明 |                 |                        |